# Schefflera cuneata
Schefflera cuneata är en araliaväxtart som beskrevs av William Grant Craib. Schefflera cuneata ingår i släktet Schefflera och familjen araliaväxter.
Artens utbredningsområde är Thailand. Inga underarter finns listade.